# Гордон, Адам Линдсей
Адам Линдсей Гордон (англ. Adam Lindsay Gordon; 19 октября 1833[…], Фаял — 24 июня 1870[…], Брайтон) — австралийский поэт, жокей, полицейский и политик.

## Биография
Гордон родился на острове Фаял входящим в Азорский архипелаг, в семье капитана Адама Дурнфорда Гордона, который был женат на своей кузине Гарриет Гордон. Детство Гордона прошло на острове Мадейра, а затем в Великобритании, где семья жила вплоть до 1840 года в Челтнеме. Проучившись несколько лет в местной школе, в 1848 году поступил в Королевскую Военную Академию в Лондоне. Там он подружился со своим однофамильцем Чарльзом Гордоном, позднее известным британским военачальником. Несмотря на успехи в спорте, Гордона отчислили из-за неуспеваемости и нарушения дисциплины. Он был вынужден вернуться в Челтемскую школу, где учился до 1852 года. В 1853 году отец Гордона решает отправить сына в Австралию, куда Адам и уезжает 7 августа 1853 года.
В Австралии Гордон обосновался в Аделаиде. Он был зачислен в ряды конной полиции. 4 ноября 1855 года он уволился из полиции и посвятил себя занятиям выездкой в Южной Австралии. В 1857 году умер отец Гордона, а двумя годами позднее и мать. К 1860 году Гордон заработал репутацию хорошего наездника. 20 октября 1862 года он женился на семнадцатилетней девушке Маргарет Парк.
В 1864 году Гордон написал свою первую поэму «The Feud». В 1865 году он стал депутатом нижней палаты парламента Южной Австралии, покинув свой пост в 1866 году. Всё это время он не переставал писать стихи, которые публиковались в журналах Виктории «Australasian» и «Bell’s Life». В 1867 году вышли «Ashtaroth, a Dramatic Lyric» и «Sea Spray and Smoke Drift». Не получив признания своего поэтического таланта в Мельбурне, Гордон решает обосноваться в Виктории. 3 мая 1867 года у Гордона родилась дочь, которая умерла в возрасте 11 месяцев. В это же время у него появились финансовые затруднения, начала стремительно прогрессировать близорукость. Всё это привело к депрессии. Продолжая участвовать в турнирах, Гордону удалось несколько поправить своё положение. Однако 12 марта 1870 года он очень неудачно упал с лошади, получив серьёзную травму головы. От ранения он так и не оправился. 23 июня того же года вышла его последняя книга — «Bush Ballads and Galloping Rhymes». Особым успехом она не пользовалась, но современные специалисты считают её важнейшим произведением австралийской литературы. В журнале «Australasian» была опубликована положительная рецензия на книгу. Осознав, что ему нечем расплатиться с издателем книги, Адам Гордон застрелился рано утром 24 июня 1870 года в своём доме в Виктории. 
Похоронен на Брайтонском кладбище.